# Nők a tudományban

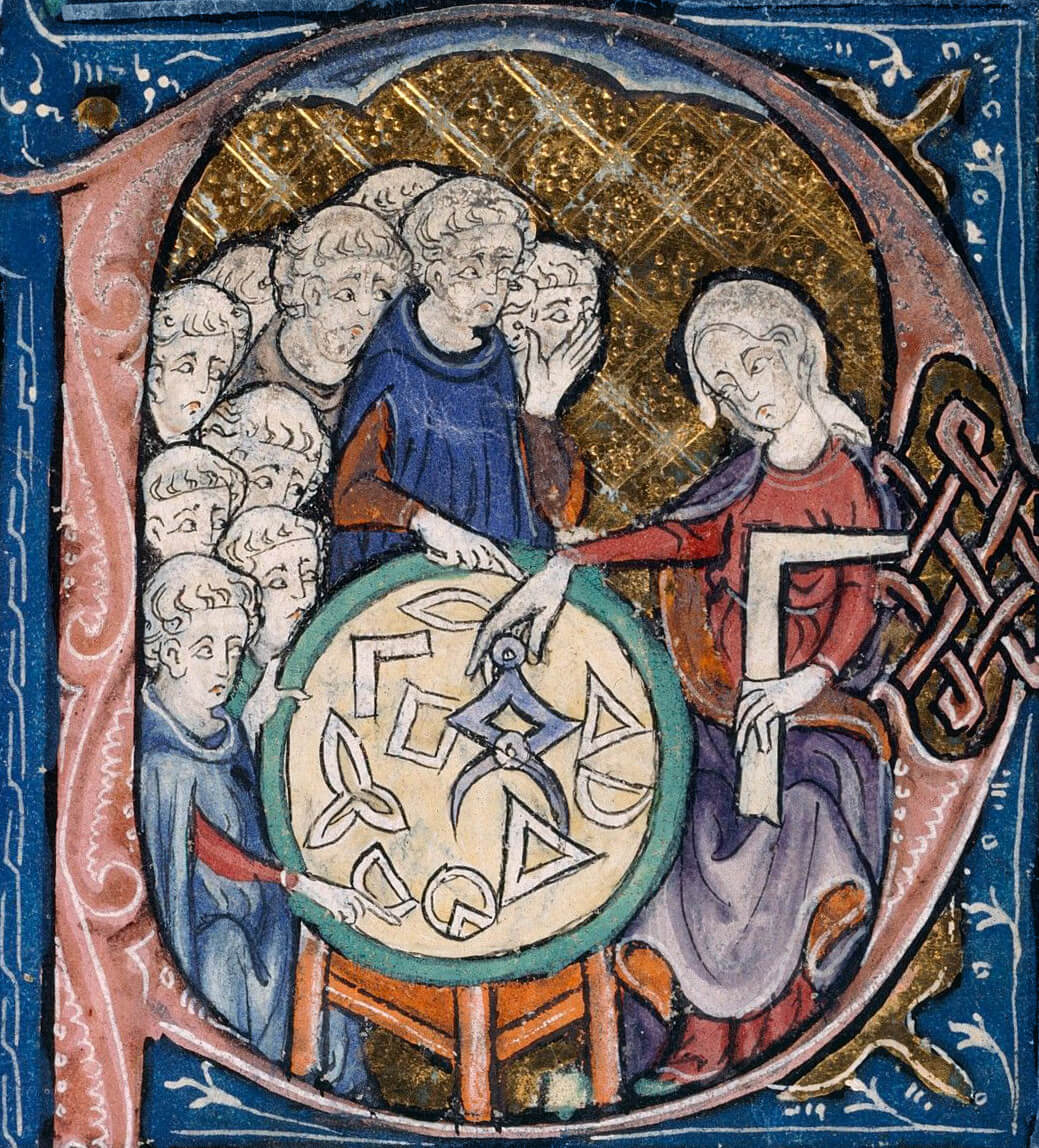
Nő geometriát oktat. Illusztráció az Elemek középkori fordításának elején (kb. 1310.)

A nők a korai idők óta jelentős mértékben hozzájárultak a tudományokhoz. A nemek és a tudomány iránt érdeklődő történészek azon dolgoznak, hogy megvilágítsák nemcsak a nők tudományos törekvéseit és eredményeit, de az akadályokat is, amelyekkel szembesültek, és azokat a módokat, amelyekkel képesek voltak a munkáikat nagy tudományos folyóiratokban és más kiadványokban lektoráltatni és elfogadtatni. Ezeknek a kérdéseknek a történelmi, kritikai és szociológiai vizsgálata önmagában is az akadémia egyik tudományágává vált.
A nők bevonása az orvostudományba számos korai civilizációban megvalósult, az ókori Görögországban pedig nyitott volt a természetfilozófia tanulmányozása a nők számára is. A nők az alkímia proto-tudományához is jelentősen hozzájárultak az első és második századokban. A középkorban a zárdák fontos tanulási terepet jelentettek a nők számára, és ezek közül néhány közösség lehetőséget biztosított tagjai számára, hogy hozzájáruljanak a tudományos kutatásokhoz. Bár a tizenegyedik században létrejöttek az első egyetemek, azokban a nők, kevés kivétellel, nem tanulhattak. Olaszországban a nők oktatásához való hozzáállás megengedőbb volt, mint más helyeken. Az első ismert nő, aki egyetemi tanszéket szerzett egy tudományos területen, a XVIII. századi olasz tudós, Laura Bassi volt.
Bár a nemi szerepek nagyrészt a 18. századra szilárdultak meg, a nők ennek ellenére nagy előrelépést értek el a tudományokban.  A tizenkilencedik század végére pedig a női egyetemek elterjedése munkahelyeket biztosított a női tudósoknak és kiterjesztette a nők oktatási lehetőségeit.
Marie Curie fizikus és kémikus úttörő kutatást végzett a radioaktivitás területén, és első nőként kapott 1903-ban Nobel-díjat (fizika), majd ő lett az első ember, akinek másodjára is Nobel-díjat (kémia) ítéltek meg, mindkettőt a radioaktivitással kapcsolatban végzett kutatásaiért kapta. Azóta negyven nő kapta meg a Nobel-díjat 1901 és 2010 között. Tizenhét nő kapott fizikai, kémiai, fiziológiai vagy orvostudományi Nobel-díjat.

## Történelem
Az 1970-es és 1980-as években, bár számos női tudósról szóló könyv és cikk jelent meg, a publikált források szinte minden tekintetben figyelmen kívül hagyták a színesbőrű és a nem-európai vagy nem-észak-amerikai nőket. A kevés kivétel egyike Derek Richter 1982-es könyve a női tudósokról.

A Kovalevszkaja-alap 1985-ben, és a Nőkért a tudományban a fejlődő világban szervezet létrehozása 1993-ban nagyobb figyelmet irányított a korábban marginalizált női tudósokra, de még így sem áll rendelkezésünkre elegendő információ a jelenlegi és múltbéli nők fejlődő országokbeli hozzájárulásáról a tudományokban. Ann Hibner Koblitz szerint:
|  | „A legtöbb női tudósokkal kapcsolatban végzett munka a nyugat-európai és észak-amerikai szubkultúrákra fókuszált, az ezeket kutató tudósok pedig vagy szándékosan, vagy óvatlanságból azt gondolták, az ezen területekből levont következtetések a világ minden tájára érvényesek.” |
|  | |

 Koblitz szerint, ezekről a tudományokról szóló általánosítások gyakran nem állják meg a helyüket más kultúrákban. Például:
„Egy tudományos pályát »nőietlenként« tarthatnak számon egy adott ország történelmének egy adott időszakában, amiben egy másik időszakban, vagy egy másik országban épp a nők részvétele a legszámottevőbb. A mérnöki szakma példa lehet erre, ami sok országban kizárólag a férfiak terepének számít, különösen olyan szakirányai, mint a villamos- vagy mechatronikai mérnökség. Léteznek azonban kivételek. Az egykori Szovjetunióban a mérnöki szakma minden területén magas számban voltak jelen a nők, a Nikaraguai Universidad Nacional de Ingenería egyetemén pedig a diákok hetven százaléka nő volt 1990-ben.”

## Ősi történelem
A nők orvostudományban való részvételét számos korai civilizáció történetírásában rögzítették. Peszesetre (Kr. e. 2700 körül), egy ókori egyiptomi asszonyra, „főorvosként” hivatkoztak, így ő a tudománytörténet legkorábbi ismert női tudósa.Agamedére Homérosz hivatkozott gyógyítóként, a trójai háború előtti (Kr. e. 1194–1184) ókori Görögországban. Agnodikét pedig mint az első női orvost említik, aki legálisan gyakorolta tudományát a Krisztus előtti negyedik századi Athénban.
A természetfilozófiában való elmélyülés az ókori Görögországban a nők számára is nyitott volt. A feljegyzésekben említést találunk Aglaonikéről, aki képes volt megjósolni az égitestek fogyatkozásait; és Theanóról , akit matematikusként és orvosként tartanak számon, aki Püthagorasz tanítványa (talán felesége is) volt, és a Pütaghorasz által alapított egyik Crotone-i iskola hallgatója volt, sok más nővel együtt.  A Pollux egyik szakaszában a görög pénzérmék megalkotói alatt Phaidónt és a phrügiai király, Midász feleségét említik, küméi Demodikét, Agamemnón király lányát. A hagyomány szerint, egy bizonyos Agamemnon, az Aeoliai Kümea király lánya feleségül ment a Midász nevű phrügiai királyhoz.  Ez a kapcsolat könnyíthette meg a görögök számára, írásrendszerük phrügiaiakétól való "kölcsönzését", annak betűi ugyanis leginkább az aeoliai falfeliratokhoz hasonlítanak.
Babilónia időszakában, Kr. e. 1200 körül két parfümkészítő, Tapputi-Belatekallim és -ninu (elveszett nevének első fele) desztillálással és lepárlással ki tudják nyerni a növények esszenciáját. Amennyiben ezeket a technikákat a kémia tudománya alá soroljuk, ez a két nő voltak az első kémikusok az emberiség története során.  Még az ókori egyiptomi dinasztiák idején is részt vettek nők az alkalmazott kémia - mint például a sör készítése vagy a gyógyszerek előállításának területén.  Nagyszámú nőt jegyeztek fel, akik jelentősen hozzájárultak az alkímia tudományához . Sokan közülük Alexandriában éltek az első és második századokban, ahol a gnoszticmus hagyománya hozzájárult a nők eredményeinek elismeréséhez. A leghíresebb az alkimista nők közül, zsidó Mária akihez több, az alkímiában használt műszer feltalálása, az akkori desztillációs berendezések fejlesztése vagy létrehozása kötődik. 
Alexandriai Hüpatia (350–155) Alexandriai Theón lánya, jól ismert tanára volt Alexandria Neoplatonikus iskolájának, ahol csillagászatot, filozófiát és matematikát oktatott.  Az első ismert matematikus nőként tartják számon, a matematika tudományához való jelentős hozzájárulásának köszönhetően. Hüpátiához köthető három geometriával, algebrával és csillagászattal kapcsolatos tanulmány; valamint a hidrométer, az asztrolábium és egy víz desztillálását szolgáló eszköz feltalálása. Bizonyíték van arra is, hogy Hüpátia nyilvános előadásokat tartott, és talán közhivatalt is vállalt Alexandriában.  Eredményes élete azonban Kr. u. 415-ben véget ért, amikor elvakult keresztények egy csoportja meggyilkolta és máglyára vetette feldarabolt testét. Egyes tudósok szerint halála több száz évre visszavetette a nők tudományokban való érvényesülésének esélyét.

## Középkori Európa

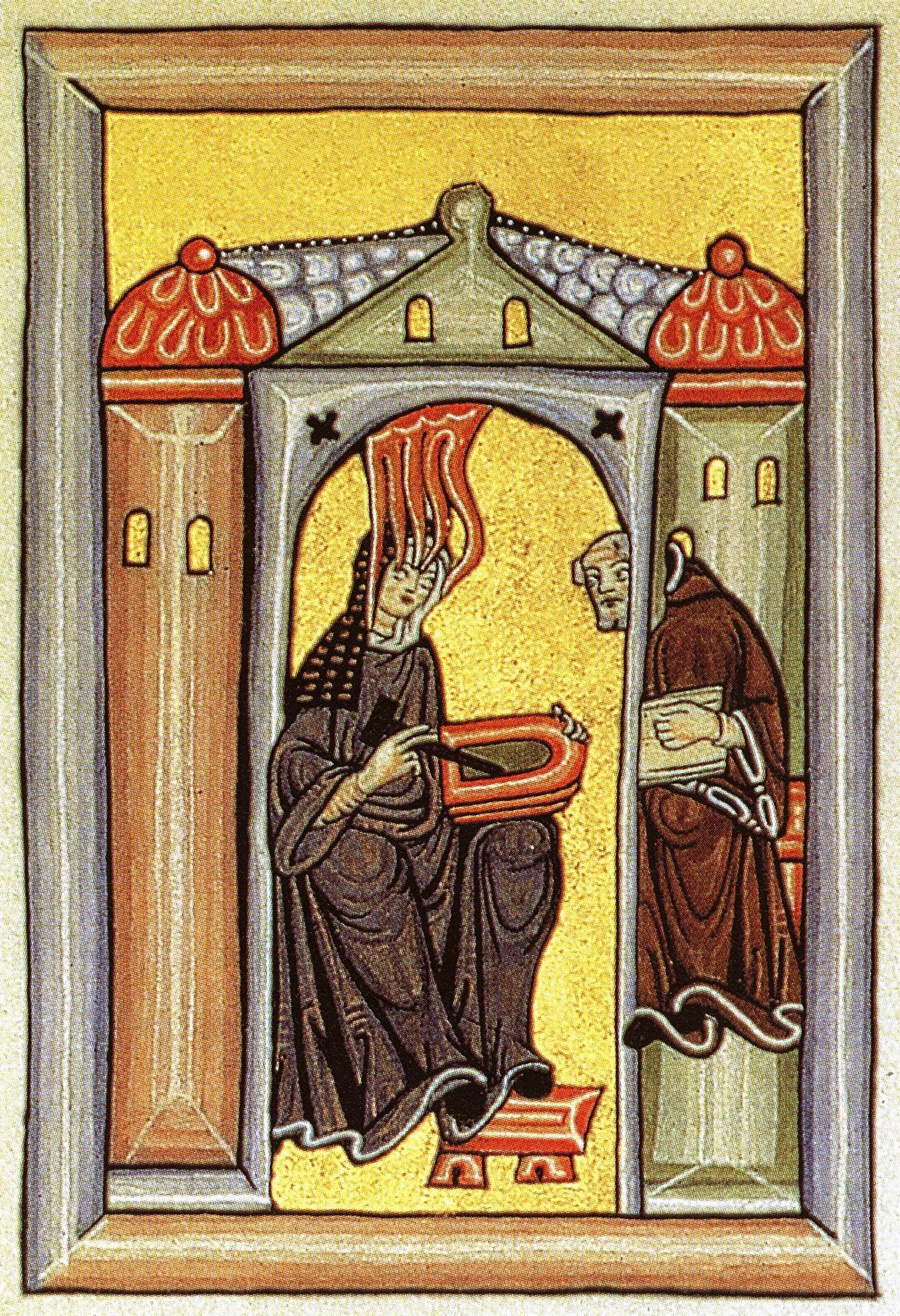
Bingeni Szent Hildegárd

A kora középkori Európát a Római Birodalom hanyatlása jellemezte. A latin nyugat komoly nehézségekkel küzdött, ami drámai módon befolyásolta a kontinens szellemi kibocsátását is. Bár még mindig úgy tekintettek a természetre, mint amit racionálisan értelmezni lehet, mégis kevés innovatív tudományos felfedezés született. Az arab világ ezzel szemben tovább dolgozott a korábbi tudományos eredmények továbbfejlesztésén.  Arab tudósoknak köszönhetünk számos eredeti tudományos munkát ebből az időszakból, emellett az ókori kéziratok másolását is végezték. Ebben az időszakban a kereszténység újjáéledésen ment keresztül, ami a nyugati civilizáció megerősödéséhez vezetett. Ez a jelenség részben a kolostorok és zárdák munkájának volt köszönhető, ahol az olvasás és az írás készségeit tanították, és ahol a szerzetesek és apácák a múlt tudósai által készített fontos írásokat gyűjtötték és másolták.
Amint azt már említettük, a zárdák fontos szerepet töltöttek be a nők oktatásában ebben az időszakban, ezek a helyek tették lehetővé számukra mind az olvasás és írás elsajátítását, mind pedig a tudományos munkában való részvételt. Erre példája a német apáca, Bingeni Szent Hildegárd (1098-1179), híres filozófus és botanikus személye, akinek számos ismert írása a gyógyszerek, botanika és természettudomány témáit járta körül (c.1151-58). Egy másik híres német példa Gandersheimi Hrotsvitha (935–1000) apáca volt, aki szintén a tudományokban való részvételre ösztönözte nőtársait. A zárdák számának és befolyásának növekedését azonban nem nézte jó szemmel a férfitöbbségű klerikális hierarchia, így a nők előrehaladását komoly ellenzés nehezítette. Ez számos, a nők alkotta vallási rendet befolyásolt, és több zárda bezáratásához vezetett, ezáltal elzárta a nőket az olvasás és írás elsajátításának lehetőségétől. Ezzel a tudomány világa bezáródott a nők számára, korlátozva a nők tudományokra gyakorolt hatását.
A 11. század kezdetén megjelentek az első egyetemek, ezek azonban a nők többsége előtt zárva álltak.  Akadtak azonban kivételek, például a bolognai egyetem, ami 1088-as megnyitásától kezdve engedélyezte a nőknek előadások megtartását.
Úgy tűnik, hogy Olaszországban liberálisabban viszonyultak a nők oktatásához, mint máshol. Az orvos, Trotula di Ruggiero a 11. században a Salerno Orvostudományi Iskolában volt tanszékvezető, ahol számos nemes olasz nőt tanított, akiknek csoportjára néha a "Salerno hölgyekként" hivatkoznak. Számos fontos, szülészeti és nőgyógyászati témájú szöveget is tulajdonítanak neki.
Dorotea Bucca egy másik kiemelkedő olasz orvosnő, 1390-től több mint negyven éven át állt a Bolognai Egyetem filozófiai és orvostudományi karának élén. Más olasz asszonyok, akik hozzájárultak az orvoslás tudományához, Abella, Jacobina Félicie , Alessandra Giliani , Rebecca de Guarna , Margarita , Mercuriade (tizennegyedik század), Constance Calenda , Calrice di Durisio (15. század), Constanza , Maria Incarnata és Thomasia de Mattio voltak.
Néhány nő sikere ellenére a középkor általános gondolkodása szerint komolyan kétségbe vonták a nők tudományos képességeit. Például, Aquinói Szent Tamás, korai keresztény gondolkodó így írt, a nőkről: „A nő mentálisan képtelen hatalmi pozíció megtartására.” 

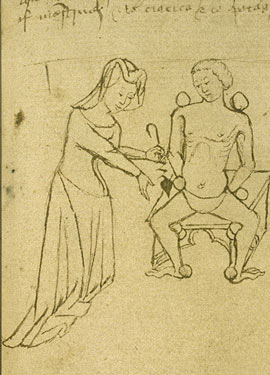
Női orvos gondoskodik a betegről

## Fordítás
Ez a szócikk részben vagy egészben  a   Women in science című angol Wikipédia-szócikk ezen változatának fordításán alapul.  Az eredeti cikk szerkesztőit annak laptörténete sorolja fel. Ez a jelzés csupán a megfogalmazás eredetét és a szerzői jogokat jelzi, nem szolgál a cikkben szereplő információk forrásmegjelöléseként.